# Thư ký Tòa án (Việt Nam)
Thư ký Tòa án trong hệ thống tòa án nhân dân ở Việt Nam là người có trình độ cử nhân luật trở lên được Tòa án tuyển dụng, được đào tạo nghiệp vụ Thư ký Tòa án và bổ nhiệm vào ngạch Thư ký Tòa án.

## Nhiệm vụ và quyền hạn
Thư ký Tòa án có nhiệm vụ, quyền hạn sau đây:
a) Làm Thư ký phiên tòa, tiến hành các hoạt động tố tụng theo quy định của luật tố tụng;
b) Thực hiện nhiệm vụ hành chính, tư pháp và nhiệm vụ khác theo sự phân công của Chánh án Tòa án.
Thư ký Tòa án chịu trách nhiệm trước pháp luật và trước Chánh án Tòa án về việc thực hiện nhiệm vụ, quyền hạn của mình.

## Ngạch Thư ký Tòa án
Thư ký Tòa án có các ngạch:
a) Thư ký viên;
b) Thư ký viên chính;
c) Thư ký viên cao cấp. Ngạch Thư ký viên cao cấp không có ở Tòa án nhân dân huyện, quận, thị xã, thành phố thuộc tỉnh và tương đương và Tòa án quân sự khu vực mà chỉ có ở Tòa án nhân dân tối cao, Tòa án nhân dân cấp cao, Tòa án quân sự trung ương, Tòa án nhân dân tỉnh, thành phố trực thuộc trung ương, Tòa án quân sự quân khu và tương đương
Tiêu chuẩn, điều kiện và việc thi nâng ngạch Thư ký Tòa án do Chánh án Tòa án nhân dân tối cao quy định.

## Thẩm quyền bổ nhiệm
Chánh án Tòa án nhân dân tối cao bổ nhiệm vào các ngạch Thư ký Tòa án tại Tòa án nhân dân tối cao và bổ nhiệm vào ngạch Thư ký viên cao cấp tại Tòa án nhân dân cấp cao, Tòa án quân sự trung ương, Tòa án nhân dân tỉnh, thành phố trực thuộc trung ương, Tòa án quân sự quân khu và tương đương.
Chánh án Tòa án nhân dân cấp cao, Chánh án Tòa án quân sự trung ương bổ nhiệm vào các ngạch Thư ký viên, Thư ký viên chính tại Tòa án nhân dân cấp cao, Tòa án quân sự trung ương.
Chánh án Tòa án nhân dân tỉnh, thành phố trực thuộc trung ương bổ nhiệm vào các ngạch Thư ký viên, Thư ký viên chính tại Tòa án nhân dân tỉnh, thành phố trực thuộc trung ương và tại Tòa án nhân dân huyện, quận, thị xã, thành phố thuộc tỉnh và tương đương.
Chánh án Tòa án quân sự quân khu và tương đương bổ nhiệm vào các ngạch Thư ký viên, Thư ký viên chính tại Tòa án quân sự quân khu và tương đương.